# Jordens radie

Skalenlig teckning av Jordens tillplattning enligt IERS (2003) referensellipsoid. Ytterkanten på den mörkblå linjen är en ellipsoid med samma excentricitet som jordens, med norr riktat uppåt. För jämförelse är den yttre kanten av det ljusblå området en cirkel med en diameter lika med den minsta jordaxeln. Den röda linjen betecknar karmanlinjen och det gula området, intervallet för den Internationella rymdstationen

Jordens radie är avståndet från jordklotets medelpunkt till dess yta. Jorden är inte klotformad utan approximeras med en ellipsoid när noggrannare mätningar skall utföras (IERS), så något enkelt sätt att specificera jordradien finns inte, men det är ändå praktiskt att definiera en jordradie i många sammanhang. Till exempel är jordradien en naturlig måttenhet för att beskriva satellitbanor runt jorden. I dessa sammanhang definieras jordradien till exakt 6371,2 km. I andra sammanhang kan andra värden användas.